# تهاني عامر
تهاني عامر (بالإنجليزية: Tahany Amer) مهندسة فضاء مصرية بوكالة ناسا، تخرجت في كلية الهندسة وحصلت على البكالوريوس في الهندسة الميكانيكية، ونالت درجة الماجستير في هندسة الطيران والدكتوراه في هندسة المركبات الفضائية من جامعة أولد دومينيون في نورفولك بولاية فيرجينيا. بدأت مسيرتها في ناسا، بداية مع مشروع أنفاق الرياح، والذي أكسبها بدوره خبرة في المجال الميكانيكي والحراري للمركبات الفضائية. ثم بعد ذلك، عملت أيضًا في مشروع ديناميكية السؤال. وترى تهاني بأن العمل في ناسا لم يكن في يوم من الأيام مملًا. فكل يوم هو يوم عمل متجدد جديد مع عمل شيق يستحق الانتباه.
اخترعت تهاني نظاماً قادراً على قياس التوصيلية الحرارية الخاصة بسائل غير سميك. وهو ما يتم استخدامه في حساب بعض المعادلات في مشروع أنفاق الرياح الخاص بناسا. ووصلت عامر حاليًا إلى العمل في هيئة الرقابة والتقييم في ناسا، حيث تُراقب وتُقيم البرامج والآداء الخاص بالوكالة ناسا.